# Вероника Рот
Вероника Рот (на английски: Veronica Roth) е американска писателка на бестселъри в жанра фентъзи и хорър.

## Биография и творчество
Вероника Ан Рот е родена на 19 август 1988 г. в Ню Йорк, САЩ. Има немско-полски произход и е внучка на изселници оцелели от Холокоста. Най-малката от три деца. Майка ѝ е художничка. Родителите ѝ се развеждат, когато е на 5 години, а майка ѝ се омъжва повторно. Отраства в Баринтън, Илинойс, където завършва местната гимназия. В продължение на една година учи в Карлтън Колидж, след което се прехвърля в Северозападния университет в Чикаго, който завършва с бакалавърска степен по творческо писане. През 2011 г. се омъжва за Нелсън Фитч, фотограф от Чикаго.
Докато е в университета започва да пише първата си книга по време на зимната ваканция преди дипломирането си. Романът „Дивергенти“ от едноименната поредица е публикуван през 2011 г. Той веднага става международен бестселър, а филмовите му права са продадени още преди отпечатването. Книгата е дистопичен роман, а действието на сюжета се развива в постапокалиптичния Чикаго. Главната героиня Беатирс „Трис“ Прайър е на 16 години и търси своята идентичност в едно общество, което разделя гражданите според техните социални и личностни качества в пет различни касти. В нейна помощ е един от треньорите ѝ при кастата на Безстрашните с прякор Фор, с когото завързва романтична връзка.
През 2014 г. романът е екранизиран в едноименния филм с участието на Шейлийн Удли, Тео Джеймс и Кейт Уинслет. През 2015 г. излиза продължението му „Дивергенти 2: Бунтовници“ по вторият роман. Заснемат се и 2 продължения по третата част на поредицата.
Излизането на поредицата „Дивергенти“ след бума на „Хари Потър“, „Здрач“ и „Игрите на глада“ способства за нейния читателски успех. Според списание „Форбс“ писателката е била 6-а по продажби в света през 2014 г.
Вероника Рот живее със семейството си в Чикаго.

## Произведения

### Серия „Дивергенти“ (Divergent Trilogy)
1. Divergent (2011) 
Дивергенти, изд.: „Егмонт България“, София (2012), прев. Анелия Янева, ISBN 978-954-27-0747-9
2. Insurgent (2012) 
Бунтовници, изд.: „Егмонт България“, София (2012), прев. Анелия Янева, ISBN 978-954-27-0852-0
3. Allegiant (2013) 
Предани, изд.: „Егмонт България“, София (2013), прев. Гергана Дечева, ISBN 978-954-27-1078-3

#### в света на Дивергенти

##### Сборници и новели
- Free Four: Tobias Tells the Divergent Story (2012) – новела
- Four: A Divergent Story Collection (2014) – сборник с разкази, предистория на поредицата
The Transfer (2013)
The Initiate (2014)
The Son (2014)
The Traitor (2014) 
Фор, изд.: „Егмонт България“, София (2014), прев. Вида Делчева, ISBN 978-954-27-1297-8

##### Документалистика
- The World of Divergent: The Path to Allegiant (2013) – за книгата и филма
- Inside Divergent: The Initiate's World (2014) – фотоси и илюстрации към филма
- The Divergent Official Illustrated Movie Companion (2014) – интервюта за книгата и филма, с фотоси

### Серия „Смъртни белези“ (Carve the Mark)
1. Carve the Mark (2016)
Смъртни белези, изд.: „Егмонт“, София (2017), прев. Цветелина Тенекеджиева, ISBN 978-954-27-1918-2
2. The Fates Divide (2018)
Подменена орис, изд.: „Егмонт“, София (2018), прев. Кристина Георгиева, ISBN 978-954-27-2188-8

### Серия „Избрани“ (Chosen Ones)
- Chosen Ones (2020)

### Разкази
- Charity (2013)
- Hearken (2013)

### Сборници
- The End and Other Beginnings: Stories from the Future (2019)

### Екранизации
- 2014 Дивергенти, Divergent – по романа
- 2015 Дивергенти 2: Бунтовници, Insurgent – по романа
- 2016 Дивергенти 3: Предани, Allegiant – по романа
- 2017 Allegiant: Part 2